# Peter Pekarík
Peter Pekarík (Žilina, 30 oktober 1986) is een Slowaaks voetballer die doorgaans in de verdediging speelt. Hij verruilde VfL Wolfsburg in 2012 voor Hertha BSC, waar hij in juni 2020 zijn contract verlengde tot medio 2021. Pekarík debuteerde in december 2006 in het Slowaaks voetbalelftal.

## Clubcarrière
Pekarík doorliep de jeugdopleiding van MŠK Žilina, maar brak daar in eerste instantie niet door tot de hoofdmacht. Daarop maakte hij zijn debuut in het betaald voetbal in het seizoen 2004/05 bij MFK Dubnica. Žilina raakte alsnog overtuigd en haalde hem in de zomer van 2005 terug. Pekarík speelde in de volgende 3,5 jaar meer dan honderd wedstrijden voor de club en werd daarmee in het seizoen 2006/07 Slowaaks landskampioen. In de winterstop van het seizoen 2008/09 kwam Pekarík vervolgens een contract voor 4,5 seizoen overeen met VfL Wolfsburg. Hij speelde gedurende het restant van de Duitse competitie dat jaar nog zestien wedstrijden voor zijn nieuwe ploeg en vierde met Wolfsburg aan het eind van het seizoen het eerste landskampioenschap in de clubhistorie.

## Clubstatistieken
| Seizoen | Club                 | Competitie    | Duels | Goals |
| ------- | -------------------- | ------------- | ----- | ----- |
| 2003/04 | MŠK Žilina           | Corgoň Liga   | 0     | 0     |
| 2004/05 | → MFK Dubnica        | Corgoň Liga   | 27    | 0     |
| 2005/06 | MŠK Žilina           | Corgoň Liga   | 27    | 2     |
| 2006/07 | MŠK Žilina           | Corgoň Liga   | 35    | 0     |
| 2007/08 | MŠK Žilina           | Corgoň Liga   | 31    | 0     |
| 2008/09 | MŠK Žilina           | Corgoň Liga   | 18    | 3     |
| 2008/09 | VfL Wolfsburg        | Bundesliga    | 16    | 0     |
| 2009/10 | VfL Wolfsburg        | Bundesliga    | 16    | 0     |
| 2010/11 | VfL Wolfsburg        | Bundesliga    | 23    | 0     |
| 2011/12 | → Kayserispor (huur) | Süper Lig     | 27    | 0     |
| 2012/13 | Hertha BSC           | 2. Bundesliga | 19    | 0     |
| 2013/14 | Hertha BSC           | Bundesliga    | 31    | 0     |
| 2014/15 | Hertha BSC           | Bundesliga    | 30    | 0     |
| 2015/16 | Hertha BSC           | Bundesliga    | 12    | 0     |
| 2016/17 | Hertha BSC           | Bundesliga    | 31    | 1     |
| 2017/18 | Hertha BSC           | Bundesliga    | 17    | 0     |
| 2018/19 | Hertha BSC           | Bundesliga    | 3     | 0     |
| 2019/20 | Hertha BSC           | Bundesliga    | 0     | 0     |

## Interlandcarrière
Onder leiding van bondscoach Ján Kocian debuteerde Pekarík op zondag 10 december 2006 in het Slowaaks voetbalelftal in de vriendschappelijke uitwedstrijd tegen de Verenigde Arabische Emiraten (1–2), net als Matúš Kozáčik (Slavia Praag), Dušan Kuciak (MŠK Žilina), Pavol Farkaš (FC Nitra), Ľubomír Michalík (FC Senec), Michal Jonáš (ZŤS Dubnica nad Váhom), Pavol Majerník (MFK Košice), Tomáš Hubočan (MŠK Žilina), Michal Filo (ZŤS Dubnica nad Váhom) en Adam Nemec (MŠK Žilina).
Met de nationale ploeg kwalificeerde Pekarík zich voor het WK 2010. Bondscoach Vladimír Weiss liet hem in het hoofdtoernooi debuteren met een basisplaats in de tweede groepswedstrijd tegen Paraguay (0–2 verlies), waarna hij ook in het derde duel tegen Italië (3–2 winst) mocht beginnen en in de achtste finale tegen Nederland (2–1 verlies). Hij behoorde tot de Slowaakse selectie voor het Europees kampioenschap voetbal 2016 in Frankrijk. Slowakije werd in de achtste finale uitgeschakeld door Duitsland (0–3).
Pekarík werd op 7 juni 2024 door bondscoach Francesco Calzona opgenomen in de Slowaakse selectie voor het EK 2024 in Duitsland. Slowakije eindigde als derde in een groep met Roemenië, België en Oekraïne, waarna het in de achtste finales na een verlenging met 2–1 verloor van Engeland. Pekarík kwam op het toernooi in alle wedstrijden in actie.

## Erelijst
| Competitie             |            |            |            |            |
| Competitie             | Aantal     | Jaren      |            |            |
| MŠK Žilina             | MŠK Žilina | MŠK Žilina | MŠK Žilina | MŠK Žilina |
| ---------------------- | ---------- | ---------- | ---------- | ---------- |
| Kampioen Corgoň Liga   | 1×         | 2006/07    |            |            |
| Slowaakse supercup     | 1×         | 2007       |            |            |
| VfL Wolfsburg          |            |            |            |            |
| Kampioen Bundesliga    | 1×         | 2008/09    |            |            |
| Hertha BSC             |            |            |            |            |
| Kampioen 2. Bundesliga | 1×         | 2012/13    |            |            |